# Boris Godunov (film 1954)
Boris Godunov (Борис Годунов) è un film del 1954 diretto da Vera Pavlovna Stroeva.